# 木下晋也
木下 晋也（きのした しんや 、1980年10月8日 - ）は、大阪府泉佐野市生まれの日本の漫画家。男性。

## 経歴
大阪芸術大学放送学科卒業。大学時代は落語研究会に所属。2006年、「comicギャグダ」（東京漫画社）誌上にて『ユルくん』でデビュー。2008年、『ポテン生活』で第23回MANGA OPEN大賞を受賞し、「週刊モーニング」で連載を開始。「dメニュー エンタメウィーク」にて『マコとマコト』、「ジモコロ」にて『柳田さんと民話』を連載中。

## 作品
- ユルくん （コミックギャグダ、東京漫画社）
- ポテン生活 （モーニング、講談社）
- つくりばなし （モーニング、講談社）
- もここー（モーニング・ツー、講談社）
- マコとマコト（WEBマガジン美beauté、GANMA!）
- おやおやこども。(mamatena、GANMA!)
- 真夜中百景（リトル・モア）
- 並盛サラリーマン(バンブーコミックス、竹書房)
- おやおやこどもこども。(mamatena)
- 柳田さんと民話(ジモコロ)
- おやおやこどもこどもこども。(mamatena)
- いつものめんめん（eBookJapan ）
- 寝るチャンネル（eBookJapan ）